# 1534
Відродження •  Реформація •  Доба великих географічних відкриттів •  Ганза

## Геополітична ситуація
Османську державу очолює Сулейман I Пишний (до 1566). Імператором Священної Римської імперії є Карл V Габсбург (до 1555). У Франції королює Франциск I (до 1547).
Середню частину Апеннінського півострова займає Папська область. Неаполітанське королівство на півдні захопила Іспанія. Венеційська республіка залишається незалежною, Флорентійське герцогство, Генуя та герцогство Міланське входять до складу Священної Римської імперії.
Іспанським королівством править Карл I (до 1555). В Португалії королює Жуан III Благочестивий (до 1557).
Генріх VIII є королем Англії (до 1547). Трон Данії та Норвегії вакантний після смерті Фредеріка I. Королем Швеції — Густав I Ваза (до 1560). Королем частини Угорщини та Богемії є римський король Фердинанд I Габсбург (до 1564). На більшій частині Угорщини править Янош Запольяї як васал турецького султана. У Польщі королює Сигізмунд I Старий (до 1548), він же залишається князем Великого князівства Литовського.
Галичина входить до складу Польщі. Волинь належить Великому князівству Литовському. Московське князівство очолює Іван IV (до 1575).
На заході євразійських степів існують Казанське ханство, Кримське ханство, Астраханське ханство, Ногайська орда. Єгипет захопили турки. Шахом Ірану є сефевід Тахмасп I.
У Китаї править династія Мін. Значними державами Індостану є Імперія Великих Моголів, Біджапурський султанат, Віджаянагара. В Японії триває період Муроматі.
Іспанці захопили Мексику, імперію Інків.

## Події

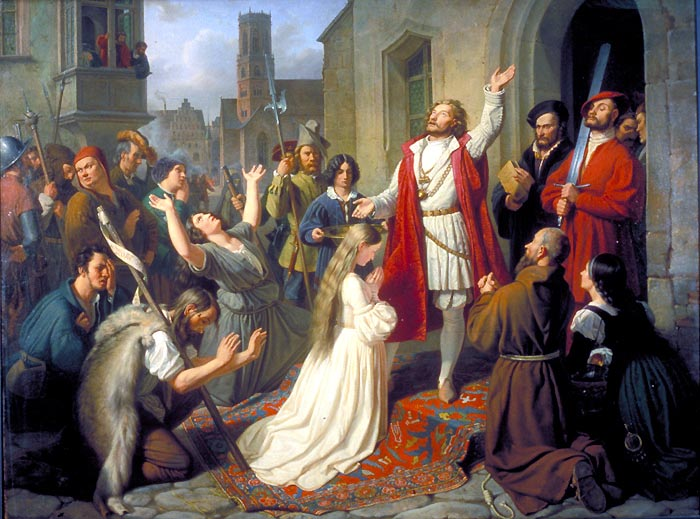
Встановлення анабаптистської теократії у Мюнстері.

- Засновано село Судилків Шепетівського району Хмельницької області України.
- Розпочалася Московсько-литовська війна 1534—1537 років.
- 13 липня турки захопили у Сефевідів перську фортецю Табріз, потім Багдад.
- Турецький паша Хайр ад-Дін Барбаросса захопив Туніс.
- 15 серпня Ігнатій Лойола з шістьма своїми однодумцями заснував у Парижі орден єзуїтів (Товариство Ісуса).
- 13 жовтня папою римським став Павло III.
- Англійський парламент затвердив «Акт про верховенство», на підставі якого, Генріх VIII прийняв титул глави церкви в Англії.
- Реформація:
  - 27 лютого гурт анабаптистів на чолі з Яном Маттісом захопили місто Мюнстер і проголосили його Новим Єрусалимом.
  - 5 квітня, у день, коли було проголошено друге пришестя Христа, Ян Маттіс загинув у сутичці з ландскнехтами.
  - Здобувши перемогу над католиками поблизу Лауффена, Шмалькальденський союз захопив Вюртемберг.
  - Гугеноти в Франції розвісили плакати проти меси.
- 23 червня війська Любека захопили Копенгаген номінально на користь колишнього короля Данії Кристіана II.
- 4 липня данська аристократія проголосила королем Данії на Норвегії Кристіна III.
- Експедиція на чолі з французьким мореплавцем Жаком Картьє відкрила затоку св. Лаврентія, почавши дослідження Канади.
- Конкістадор Себастьян де Белалькасар завдав поразки вождю тих інків, що ще чинили опір, Руміньяві, заснував місто Кіто.
- Cambridge University Press отримав від англійського короля Генріха VIII королівську хартію на право друкувати всі види книг, зокрема офіційні священні тексти.
- Франсуа Рабле опублікував «Гаргантюа».

## Народились
Докладніше: Народилися 1534 року
- 23 червня — Ода Нобунаґа, японський полководець

## Померли
Докладніше: Померли 1534 року
- Іосиф Русин — митрополит Київський, Галицький і Всієї Русі.